# معهد المعايير الصحية والتعليم نموذج كوفيد
إن معهد المعايير الصحية والتعليم نموذج كوفيد (نموذج IHME) (بالإنجليزية: Institute for Health Metrics and Evaluation COVID model)، المسمى أيضًا «نموذج كريس موراي» نسبة إلى مدير معهد IHME، هو نموذج وبائي لـ كوفيد 19 طور في معهد القياسات الصحية والتقييم في جامعة واشنطن في سياتل. وقد أطلق على هذا النموذج «ربما أكثر نموذج لفيروس كورونا يتم الاستشهاد به على نطاق واسع» من قبل كولورادو صن،  و «نموذج فيروس كورونا الأمريكي الأكثر تأثيرًا» من قبل صحيفة واشنطن بوست. تم الاستشهاد بتوقعاته خلال جلسات إحاطة البيت الأبيض في مارس - أبريل 2020.
يقول النقاد إن النموذج يستخدم أساليب معيبة ويجب ألا يوجه سياسات الولايات المتحدة.
في أواخر أبريل 2020، نشر معهد IHME تقديرات حول متى يمكن للدول تخفيف تدابير التباعد الاجتماعي والبدء في إعادة فتح اقتصاداتها بأمان نسبي باستخدام بيانات من النموذج.